# P-90

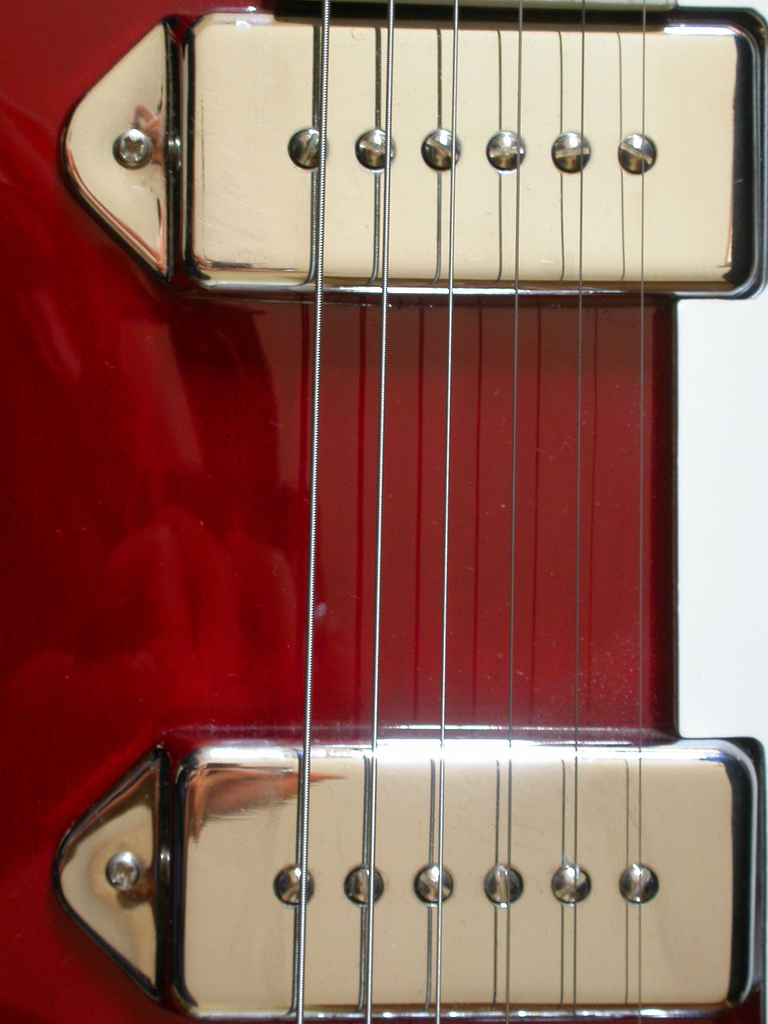
Epiphone Casino P-90

P-90 är en single coil elgitarrpickup producerad av Gibson sedan 1946. Med en mer komplex uppbyggnad och större dimensioner än en vanlig single coil misstas P-90 ofta för en humbucker.

## Konstruktion
En P-90 är i grunden en vanlig single coilpickup, det vill säga den har en spole snarare än två som en humbucker. Skillnaden mot "vanliga" single coil pickuper är att magnetkärnan består av två stavmagneter som ligger klämda på varsin sida av en rad icke-magnetiska metallstänger, så kallade "pole pieces" - en för varje sträng.

## Historia
P-90 pickuper introducerades 1946 då Gibson återupptog gitarrproduktionen efter andra världskriget. De användes för att ersätta den så kallade Charlie Christian-pickupen på modeller som Gibson ES-150 och i slutet av 1940-talet var den standard på alla Gibsons modeller inklusive Gibson Les Paul som introducerades 1952.
Relativt snart kom P-90 att ersättas som standardpickup av en humbucker som Gibson introducerade 1957 (den så kallade PAF, Patent Applied For). P-90 kom istället fram till 1970-talet att användas på budgetmodeller som ES-330, Les Paul Junior och Special, och SG Junior och Special. Under 1970-talet ersattes P-90 av vanliga single coilpickuper och humbuckers även på bolagets budgetmodeller. P-90 har dock i flera omgångar använts på återutgåvor och specialmodeller sedan den försvann ur det reguljära sortimentet.

## Varianter
Det finns tre huvudsakliga varianter av Gibson P-90, som skiljer sig beroende på hur de kapslats:

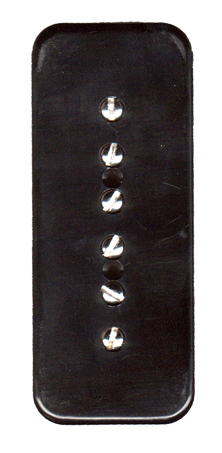
P90 Soapbar-3, av Seymour Duncan

- Soap bar ("tvålbit") kapsel. Rektangulär form. Fästskruvarna går genom kapseln vid 2/3 strängarna och vid 4/5 strängarna. Namnet kommer av den rektangulära formen och av att de första modellerna var gulvita och alltså liknande en bit tvål. En variant av soap bar modellen har fästskruvarna dragna genom två plåtvingar (hundöron) på pickupens kortsidor för att den skall kunna fästas i plektrumskyddet som på en Gibson SG Special.

- Dog Ear ("hundöra") är en kapsling med metallkåpa och fästskruvarna dragna genom två plåtvingar (som liknar hundöron) på pickupens kortsidor. Denna typ av pickup användes framförallt på Gibsons halvakustiska modeller såsom ES-330 och mer sällan på solida gitarrer som till exempel Les Paul Junior. Samma pickuper användes också på Epiphone gitarrer.

- Humbuckerkapslad Normalt en P-90 är bredare än en single coil men smalare än en humbucker, och längre än de båda. Vill man montera en P-90 i en gitarr konstruerad för an en humbucker eller en single coil måste man alltså modifiera kroppen vilket kan ge både estetiska och strukturella problem. För att komma runt detta tillverkas P-90 som "psudo-modeller" i en normal humbuckerkapsling. Seymour Duncan tillverkar tex Phat Cat och P-Rails, Gibson tillverkar P-94, Bare Knuckle tillverkar Mississippi Queen och GFS tillverkar The Dream och Mean 90. Även om dessa pickuper använder en P-90 liknande konstruktion gör begränsningarna i storlek att tonen bara liknar en "riktig" P-90.

## Ton
Tonen från en P-90 ligger någonstans mitt emellan humbucker och vanlig single coil. Den har inte lika mycket lyft som en Fender single coil men massor av mellanregister. För att jämföra tonen finns här ljudet av en Seymour Duncan vintage Soapbar, och här ljudet av en Seymour Duncan 59 (PAF) humbucker, båda med exakt samma gitarr och förstärkare.

## Motverkande av brum
En nackdel med P-90, liksom med alla single coilpickuper, är att de är känsliga för externa magnetiska störningar, framförallt 50/60 Hz störningar från elnätet som resulterar i ett brummande ljud. Detta problem kan vara mycket störande för vissa och är det problem man vill lösa med humbuckerpickuper. De flesta pickuptillverkare har någon variant där detta problem sägs vara eliminerat med större eller mindre framgång. Vanligast är att använda två spolar i konstruktionen som i en humbucker men med en lite annan dragning av anslutningarna för att behålla karaktären hos en enkelspole.